# Walter Fauntleroy
Walter Fauntleroy (* 16. Oktober 1973 in Philadelphia, Pennsylvania) ist ein US-amerikanischer Schauspieler.

## Werdegang
Walter Fauntleroy wurde in Philadelphia, Pennsylvania, geboren. Aufgrund der militärischen Laufbahn seines Vaters zog die Familie um die ganze Welt.
Gemeinsam mit April Parker-Jones spielte er in dem Kurzfilm Heaven von Chadwick Boseman. Er spielte in zahlreichen Film-, Fernseh- und Werbefilmen. So war er in Stephen Kings: Der Nebel, Note to Self, Schatten der Leidenschaft, Prison Break und Navy CIS: L.A. zu sehen. Fauntleroy war für seine Rolle in der Theaterproduktion von The River Niger Bei den NAACP Theatre Awards 2010 als Bestes Ensemble nominiert. 2019 spielte er die Rolle des Sergeant Miller in Only Mine. 2020 war er als Malcolm in A Fall from Grace zu sehen.

## Filmografie (Auswahl)
- 2018: Grey’s Anatomy (Fernsehserie)
- 2019: Only Mine (Fernsehfilm)
- seit 2019: The Oval (Fernsehserie)
- 2020: A Fall from Grace